# Yeouinaru (metropolitana di Seul)
Yeouinaru (여의나루역 - 汝矣나루驛, Yeouinaru-yeok ) è una stazione della metropolitana di Seul della linea 5 della metropolitana di Seul. La stazione si trova nel quartiere di Yeongdeungpo-gu, sull'isola di Yeouido.

## Linee
SMRT
● Linea 5 (Codice: 527)

## Struttura
La stazione possiede una banchina a isola con porte di banchina a protezione dei due binari passanti. Situata subito dopo il tunnel che sottopassa il fiume Han, la profondità dei binari è di 47 metri sotto il livello del suolo.
| Direzione Sangil-dong/Macheon | ● Linea 5 | per Gongdeok, Jongno 3-ga, Wangsimni, Sangil-dong e Macheon |
| Direzione Banghwa             | ● Linea 5 | per Yeouido, Gimpo Aeroporto e Banghwa                      |

## Stazioni adiacenti
| «       | Servizio | »       |
| Linea 5 | Linea 5  | Linea 5 |
| ------- | -------- | ------- |
| Yeouido | -        | Mapo    |